# Wilhelm René de l’Homme de Courbière

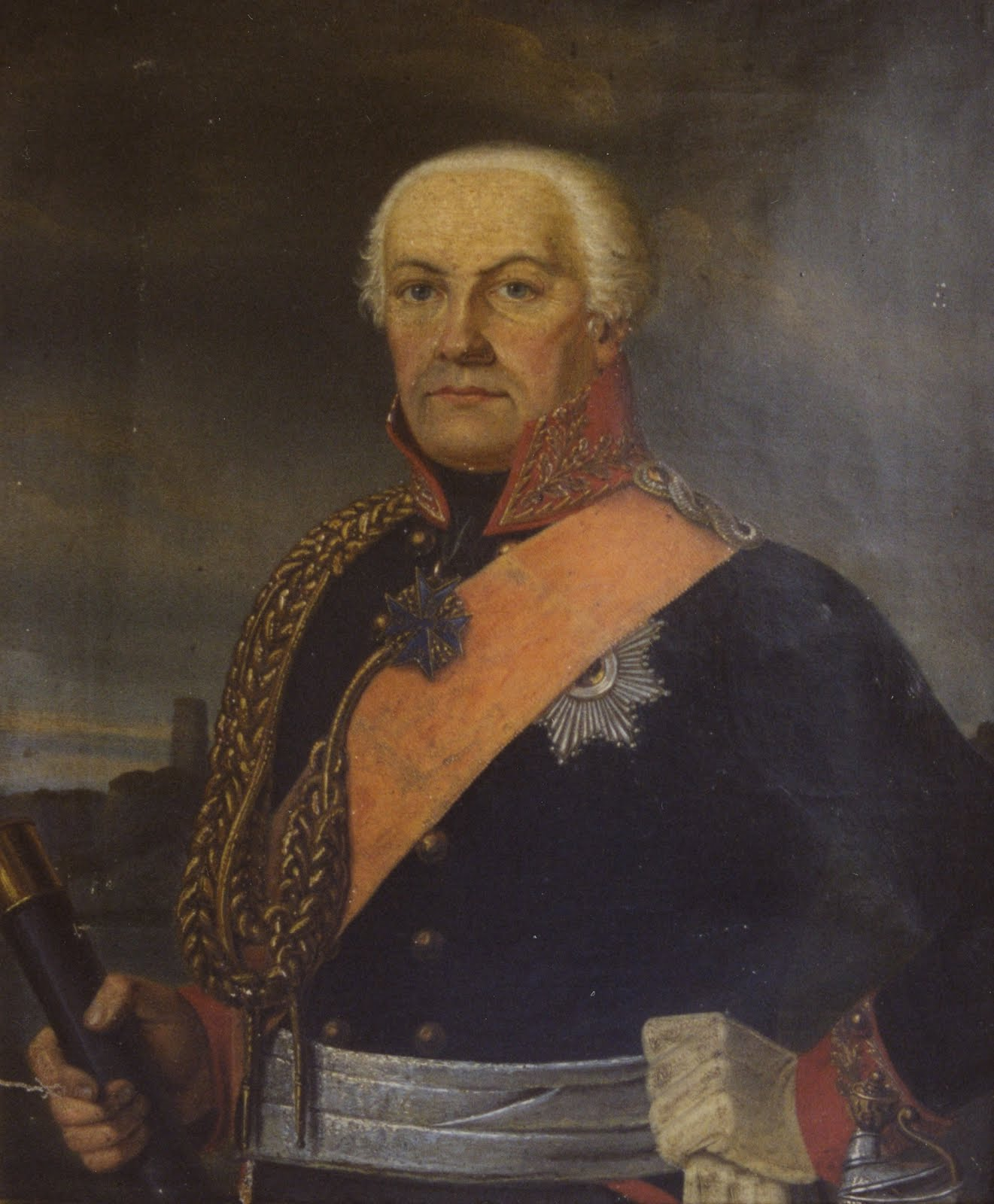
Wilhelm René de l’Homme de Courbière

Guillaume „Wilhelm“ René de l’Homme, Seigneur de Courbière (* 25. Februar 1733 in Maastricht; † 23. Juli 1811 in Graudenz), war ein preußischer Generalfeldmarschall französischer Herkunft sowie Generalgouverneur von Westpreußen. Er wurde berühmt durch die Verteidigung von Graudenz im Jahr 1807 und durch das Bonmot „il existe encore un Roi de Graudenz“ („… so gibt es immer noch einen König von Graudenz!“).

## Leben

### Herkunft

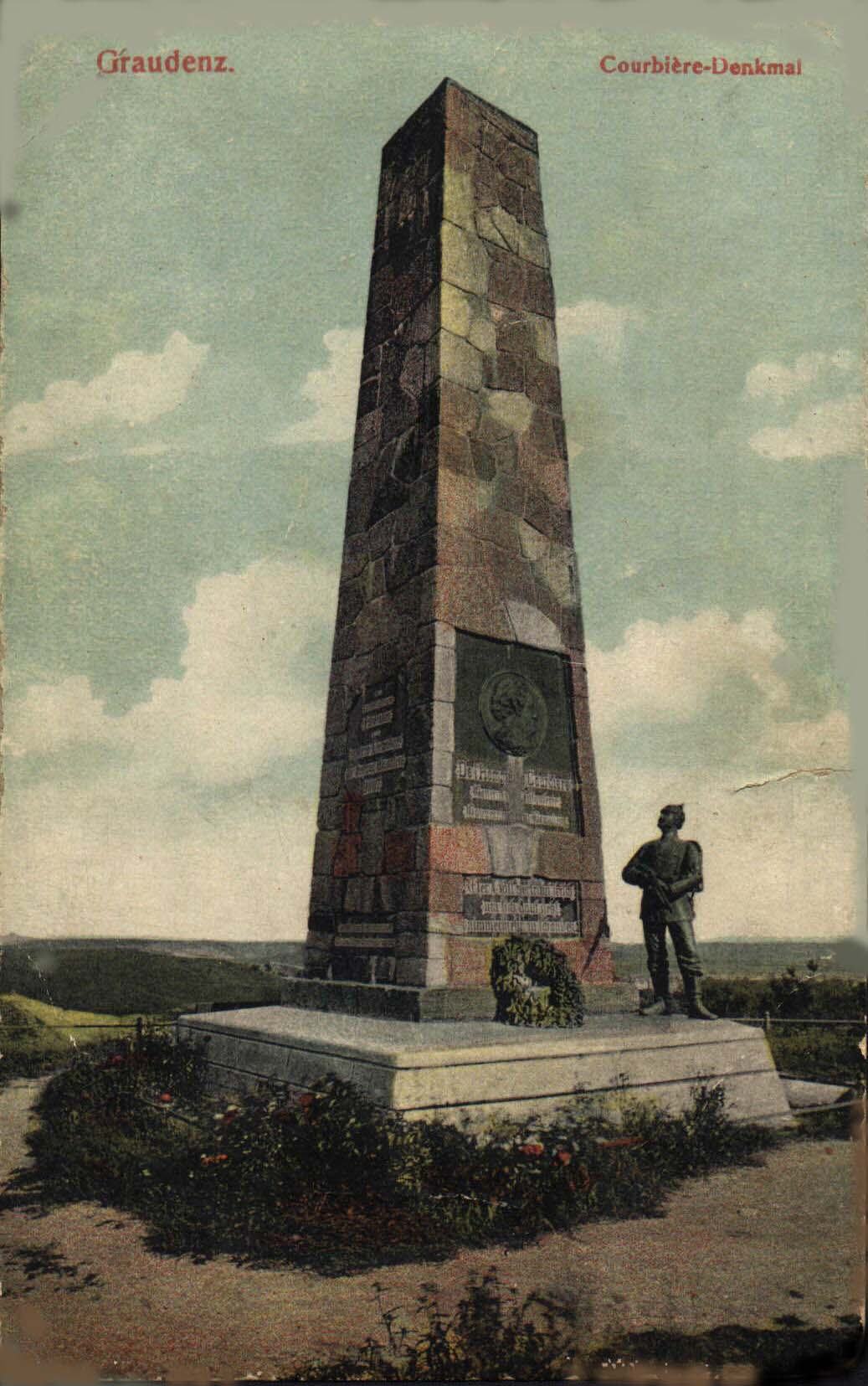
Courbière-Denkmal in Graudenz um 1907, nach der Besitzergreifung der Festung durch Polen im Jahre 1920 beseitigt

Guillaume de Courbière entstammte einer hugenottischen Adelsfamilie aus der Dauphiné, die nach der Aufhebung des Edikts von Nantes (1685) wegen ihres protestantischen Glaubens ihre Heimat in Frankreich verlassen musste. Er war der Sohn des in niederländischen Diensten stehenden Majors Alexis Baron de l’Homme de Courbière und dessen Ehefrau Angentia, geborene Ridders.

### Militärlaufbahn
Wie sein Vater stand Courbière zunächst ab 1746 beim Infanterieregiment „d’Aylva“ in niederländischen Diensten und erwarb im Österreichischen Erbfolgekrieg bei der Verteidigung der Festung Bergen op Zoom gegen die Franzosen seine ersten militärischen Erfahrungen. 1753 wurde er pensioniert und lebte in der Folgezeit in ’s-Hertogenbosch. Am 1. April 1758 trat er dann als Ingenieur-Kapitän während des Siebenjährigen Kriegs in die Dienste König Friedrichs II. von Preußen, der ihm das Kommando über eine Kompanie des Freibataillons „von Mayr“ verlieh. Nachdem er sich 1758 bei der Belagerung von Schweidnitz ausgezeichnet hatte, beförderte ihn der König als erst fünfundzwanzigjährigen am 20. Oktober dieses Jahres zum Major und gab ihm das Kommando über das Freibataillon „Colignon“ (ehemals Freibataillon „Mayr“). Nachdem er sich mit dieser Einheit 1759 bei der Verteidigung von Herrnstadt gegen die russische Armee unter Marschall Saltykow erneut ausgezeichnet hatte, wurde er außer der Reihe am 6. März 1760 zum Oberstleutnant und Chef dieses Bataillons ernannt (Colignon erhielt ein anderes Bataillon). Nach der Belagerung von Dresden 1760 erhielt er den Orden Pour le Mérite nebst Bandgeld von 100 Goldstücken. Bei den Schlachten bei Liegnitz und Torgau sowie bei anderen Gelegenheiten erwarb Courbière sich weitere Verdienste.
Nach dem Ende des Kriegs war Courbières Freibataillon die einzige preußische Einheit dieser Art, die nicht aufgelöst wurde. Er selbst wurde 1763 zum Kommandanten von Emden ernannt, wo er auch heiratete. Hier befreite er den wegen Desertion inhaftierten Schriftsteller Johann Gottfried Seume aus dem Gefängnis, nahm ihn als Privatlehrer seiner Kinder an und war ihm ein „hochherzig mitleidiger Vorgesetzter“. 1771 rückte er zum Oberst auf, beteiligte sich an der Aufstellung von Füsiliereinheiten, erhielt 1780 den Rang eines Generalmajors und 1780 den eines Generalleutnants. Während der Revolutionskriege gegen Frankreich kommandierte er die preußischen Garden, nahm 1792 Verdun, entschied 1793 die Schlacht bei Pirmasens und befehligte 1794 ein Armeekorps. 1798 wurde Courbière General der Infanterie und bei der Revue am 5. Juni 1802 in Königsberg zum Ritter des Schwarzen Adlerordens geschlagen. Friedrich Wilhelm III. ernannte ihn am 23. Mai 1803 zum Gouverneur von Graudenz.
Obwohl Courbière ein typisches Beispiel für die Überalterung und Vergreisung des preußischen Offizierskorps war, stellte das Verhalten des 74 Jahre alten Generals beim Zusammenbruch Preußens nach der Niederlage in der Schlacht bei Jena und Auerstedt am 14. Oktober 1806 im Vierten Koalitionskrieg eine der wenigen rühmlichen Ausnahmen dar. Während die meisten anderen preußischen Festungen ohne oder nach nur geringem Widerstand vor den Franzosen kapitulierten, verteidigte er Graudenz erfolgreich gegen Napoleons Truppen, die es vom 22. Januar bis zum 12. Dezember 1807 belagerten. Bekannt machte ihn nicht nur die Tapferkeit, mit der er die Festung trotz unzuverlässiger Truppen und schwieriger Versorgungslage hielt, sondern auch seine Schlagfertigkeit. Obwohl er nur gebrochen Deutsch sprach, beantwortete er die wiederholten Kapitulationsaufforderungen der Belagerer „derb und deutsch“. Erst nach dem Friedensschluss korrespondierte Courbière mit seinen Gegnern französisch.
Napoleons Adjutant, General Savary, schrieb, nachdem Courbière schon die dritte Aufforderung zur Unterredung abgelehnt hatte:

„Ich hätte vielleicht das Recht, Sie wie jene katalanischen Kommandanten zu behandeln, die, da sie ihre alte Dynastie anerkannten, trotz ihres Widerstandes unter das Joch mußten und zwar unter grausamen Bedingungen. Der Herr, dem sie zu dienen behaupten [d.i. Friedrich Wilhelm III.], hat uns alle seine Rechte überlassen, indem er uns seine Staaten überließ.“

Courbière entgegnete, als ihm diese Stelle durch den französischen Parlamentär Oberstleutnant Aymé vorgelesen wurde:

« Votre Général me dit ici qu’il n’y a plus un Roi de Prusse, puis que les Français ont occupé ses états. Eh bien, ça se peut ; mais s’il n’y a plus un Roi de Prusse, il existe encore un Roi de Graudenz. Dites cela à votre général. »

„Ihr General sagt mir hier, dass es keinen König von Preußen mehr gibt, weil die Franzosen seine Länder besetzt hätten. Nun gut, so sei es. Aber wenn es auch keinen König von Preußen mehr gibt, so gibt es immer noch einen König von Graudenz. Sagen Sie das Ihrem General!“

Im Übrigen antwortete, wie es im Verteidigungs-Diensttagebuch heißt, „der Gouverneur auf diesen Brief mit Granat- und Kugelfeuer“.
Courbière konnte Graudenz bis zum Abschluss des Friedens von Tilsit erfolgreich halten. Er erhielt am 21. Juli 1807 den Rang eines Generalfeldmarschalls und Generalgouverneurs von Westpreußen, blieb aber in Graudenz, wo er am 25. Juli 1811 starb und im Festungsgelände bestattet wurde.

### Familie
In Emden heiratete er 1766 Sophie, geborene von Weiß (* 1741; † 5. Februar 1809), Tochter des ehemaligen Leerorter Kommandanten Johann Caspar Julius von Weiß. Das Paar hatte zehn Kinder. Ihre Nachkommen gibt es noch heute.
Ihr Sohn Ludwig Heinrich (1777–1813) fiel in der Schlacht bei Großgörschen. Seine Tochter Caroline Juliane (* 10. Juni 1775; † 9. September 1843) heiratete den Generalmajor August Ernst von Kamptz. Es war dessen zweite Ehe. Die heutigen Nachfahren stammen sämtlich vom jüngsten Sohn Ferdinand de l’Homme de Courbière (1786–1825) und seiner Ehefrau Philippine von Kleist (1793–1834) ab, so auch dessen Enkel der Generalleutnant René de l’Homme de Courbière (1887–1946).

### Duelle
Der General war trotz eines Duellverbots mehrfach in Händel verwickelt. Seine Frau konnte wohl häufiger seinen Zorn bändigen, aber es sind zwei Duelle aus seiner Zeit in Emden überliefert, davon eines mit einem Major Süßmilch, der nach Emden strafversetzt worden war und seinen Kommandeur schwer an der Schulter verwundete. Anschließend floh er in das benachbarte Holland. Das zweite Duell war mit einem bereits pensionierten holländischen Oberst Hesslingh. Ein schon länger schwelender Streit endete in einem Duell vor dem Nordertor (und zahlreichem Publikum auf den Wällen). Das Duell endete für den General mit stark blutenden Wunden im Gesicht.

## Ehrungen
Nach de l’Homme de Courbière sind die Courbièrestraße in Berlin-Schöneberg und Emden benannt.
Seinen Namen trug die Festung Graudenz bis zu ihrer Übernahme durch Polen im Jahr 1920 sowie das Infanterie-Regiment „von Courbière“ (2. Posensches) Nr. 19 bis zu seiner Auflösung am Ende des Ersten Weltkriegs. Der Max-Josef-Metzger-Platz in Berlin-Wedding hieß von 1887 bis 1994 „Courbièreplatz“.